# Julian Thompson
Julian Howard Thompson Atherden (7 de octubre de 1934) es un historiador militar y exoficial del Cuerpo de Marines Reales británico que comandó la Brigada de Comandos 3 durante la guerra de las Malvinas.

## Carrera militar
Thompson nació el 7 de octubre de 1934. Se unió a la Marina Real británica en 1952. Fue nombrado comandante del Comando 40 de Marines Reales en 1975 y comandante de la Brigada de Comandos 3 en 1981, y en ese papel era el comandante británico de la tierra en las islas Malvinas durante la primera fase del conflicto de la guerra de las Malvinas en tierra. Se retiró en 1986.

## Retiro y posterior actividad
En su retiro, ha escrito extensamente sobre el conflicto de las Malvinas y otros aspectos de la historia militar británica, incluyendo la guerra de Irak. También es profesor visitante en el Departamento de Estudios de Guerra, King's College, Universidad de Londres.
Cabe expresar que Thompson es un crítico de los recortes presupuestarios en materia de Defensa que han aplicado los sucesivos gobiernos británicos.